# Otto Becker
Pour les articles homonymes, voir Becker.
 (février 2019).
Si vous disposez d'ouvrages ou d'articles de référence ou si vous connaissez des sites web de qualité traitant du thème abordé ici, merci de compléter l'article en donnant les références utiles à sa vérifiabilité et en les liant à la section « Notes et références ».
Otto Becker est un cavalier allemand né le 3 décembre 1958 à Großostheim.

## Palmarès mondial
- 1990 :  Médaille d'argent par équipe aux Jeux équestres mondiaux de Stockholm en Suède avec Optiebeurs Pamina.
- 2000 :  Médaille d'or par équipe aux Jeux olympiques de Sydney en Australie avec Cento, aux côtés des cavaliers Marcus Ehning, Ludger Beerbaum, et Lars Nieberg.
- 2001 :  Médaille de bronze au championnat d'Europe d’Arnhem aux Pays-Bas avec Cento.
- 2002 : 1er de la coupe du monde à Leipzig en Allemagne avec Cento.
- 2003 :  Médaille d'or au championnat d'Europe de Donaueschingen en Allemagne avec Cento.
- 2004 :  Médaille de bronze par équipe aux Jeux olympiques d'Athènes en Grèce avec Cento.